# Provincia dell'Alta Slesia

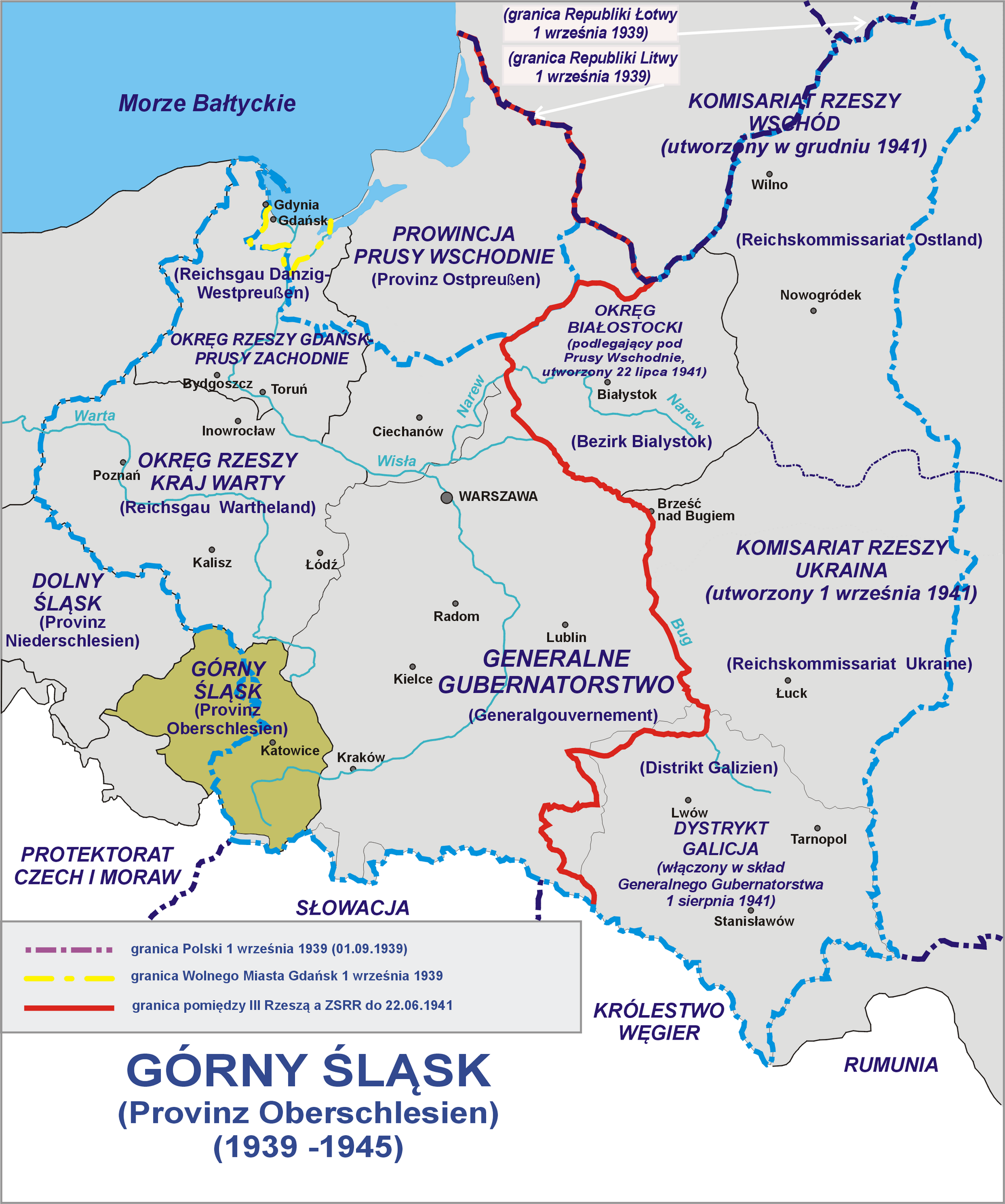
Provincia dell'Alta Slesia durante la seconda guerra mondiale, composta da territori tedeschi e polacchi.

La provincia dell'Alta Slesia (in tedesco: Provinz Oberschlesien; in tedesco slesiano: Provinz Oberschläsing; in polacco: Górny Śląsk; in slesiano: Gůrny Ślůnsk) fu una provincia della Prussia creata dopo la prima guerra mondiale. Comprendeva gran parte dell'Alta Slesia e fu infine divisa in due regioni amministrative (Regierungsbezirke), Katowice e Opole. I capoluoghi provinciali furono Opole (1919—1938).
Tra le altre grandi città vi erano Bytom, Gliwice, Zabrze, Nysa e Racibórz. Nel 1938 fu riunita con la Bassa Slesia per ricostituire la Provincia della Slesia, ma nel 1941 la provincia fu ri-suddivisa nelle province di Alta e Bassa Slesia, e l'Alta Slesia ebbe come capitale Katowice.

## Storia

### Repubblica di Weimar
Con la Repubblica di Weimar, la Provincia della Slesia prussiana fu divisa nelle province dell'Alta Slesia e della Bassa Slesia nel 1919, come conseguenza della fine della prima guerra mondiale. Nel 1919 e 1920 si verificarono delle rivolte slesiane di polacchi contro i tedeschi, che si scontrarono con i Freikorps che giunsero in difesa della popolazione tedesca. Con il plebiscito dell'Alta Slesia del 1921 che assegnò gran parte della regione alla Germania, avvenne una terza rivolta, che culminò con la battaglia di Annaberg. Secondo l'Accordo tedesco-polacco sulla Slesia orientale,
firmato a Ginevra il 15 maggio 1922, l'Alta Slesia orientale fu trasferita dalla Germania alla Seconda Repubblica di Polonia e divenne parte del Voivodato della Slesia. Il territorio rimasto, tornato provincia dell'Alta Slesia, fu compreso amministrativamente nel Regierungsbezirk Oppeln e, secondo fonti polacche, contava una popolazione di 530.000 polacchi.

### Germania nazista
Con la presa del potere del nazisti in Germania, fu siglato l'accordo tedesco-polacco sulla Slesia orientale. Secondo il trattato, tra le altre cose, le parti garantivano nelle rispettive parti dell'Alta Slesia eguali diritti civili a tutti gli abitanti. Il tedesco dell'Alta Slesia Franz Bernheim riuscì a convincere la Società delle Nazioni affinché obbligasse la Germania nazista a rispettare l'accordo. Nel settembre 1933 il governo nazista del Reich sospese nell'Alta Slesia tutte le leggi discriminatorie antisemite già imposte ed esentò la provincia da tutti i futuri decreti in quel senso, finché l'accordo non perse di effetto nel maggio 1937.
La Provincia dell'Alta Slesia fu riunita con la Bassa Slesia per ricostituire la Provincia della Slesia nel 1938.

#### Seconda guerra mondiale
Dopo l'invasione della Polonia nel 1939, l'Alta Slesia polacca, inclusa la città industriale di Katowice, fu annessa direttamente alla Provincia della Slesia. Questo territorio, conosciuto anche come Alta Slesia orientale (Ostoberschlesien), divenne parte del nuovo Regierungsbezirk Kattowitz.
Le forze di occupazione tedesche iniziarono nel settembre 1939 una politica di repressione contro la popolazione polacca dell'Alta Slesia orientale basandosi sulle liste compilate prima della guerra, che indicavano i polacchi attivi nella vita sociale e politica. Una seconda ondata di arresti avvenne durante i mesi di ottobre e novembre nell'operazione Intelligenzaktion Schlesien, che mirava agli intellettuali polacchi, molto dei quali perirono nei campi di prigionia. Una terza ondata di arresti avvenne ad aprile e maggio 1940, durante la AB-Aktion.
A Katowice, secondo lo storico Czesław Madajczyk, uno dei centri dove più dura fu l'oppressione, vi era la prigione di via Mikołowska dove i prigionieri venivano uccisi dai tedeschi con l'uso della ghigliottina. Nella regione dove erano detenuti gli attivisti polacchi dell'Alta Slesia fu anche costruita una prigione e un campo di prigionia.
Contemporaneamente, la popolazione polacca fu espulsa dall'Alta Slesia orientale; dal 1939 al 1942 40.000 polacchi lasciarono la loro terra. Al loro posto si insediarono dei tedeschi che provenivano dalla Volinia e dai Paesi Baltici. Fino al 1943 circa 230.000 tedeschi si stabilirono nei territori polacchi dell'Alta Slesia orientale e nel Reichsgau Wartheland. Le morti dei polacchi in Alta Slesia per mano dei tedeschi ammontano a circa 25.000 vittime, 20.000 dei quali erano popolazione urbana.
Nel 1941 la Provincia della Slesia fu risuddivisa nelle Province dell'Alta e Bassa Slesia; Katowice, nell'ex Voivodato della Slesia della Polonia pre-bellica, fu scelta come capoluogo dell'Alta Slesia al posto della città più piccola di Opole.
La provincia tedesca dell'Alta Slesia fu conquistata dall'Armata Rossa sovietica tra febbraio e marzo 1945, durante le offensive in Alta e Bassa Slesia. Gli Accordi di Potsdam postbellici assegnarono l'intero territorio della provincia alla Repubblica Popolare di Polonia; oggi il territorio ricopre parte del Voivodato di Opole e del Voivodato della Slesia, in Polonia. Quasi tutti i tedeschi che erano rimasti nel territorio furono scacciati verso ovest. Landsmannschaft Schlesien rappresenta gli slesiani tedeschi dell'Alta e Bassa Slesia. Ad Opole e nelle sue vicinanze vi è una minoranza tedesca.

## Regioni amministrative
Dati del 1º gennaio 1945

### Regierungsbezirk Kattowitz

#### Distretti urbani /Stadtkreise
1. Città di Beuthen
2. Città di Gleiwitz
3. Città di Hindenburg in Oberschlesien
4. Città di Kattowitz
5. Città di Königshütte

#### Distretti rurali /Landkreise
1. Landkreis Bendsburg
2. Landkreis Beuthen-Tarnowitz
3. Landkreis Bielitz
4. Landkreis Kattowitz
5. Landkreis Krenau
6. Landkreis Ilkenau
7. Landkreis Pless
8. Landkreis Rybnik
9. Landkreis Saybusch
10. Landkreis Teschen
11. Landkreis Tost-Gleiwitz

### Regierungsbezirk Oppeln

#### Distretti urbani /Stadtkreise
1. Città di Nysa/Neisse
2. Città di Opole/Oppeln
3. Città di Racibórz/Ratibor

#### Distretti rurali /Landkreise
1. Landkreis Blachstädt
2. Landkreis Cosel
3. Landkreis Falkenberg in Oberschleisen
4. Landkreis Gross Strehlitz
5. Landkreis Grottkau
6. Landkreis Guttentag
7. Landkreis Kreuzburg in Oberschlesien
8. Landkreis Leobschütz
9. Landkreis Lublinitz
10. Landkreis Neisse
11. Landkreis Neustadt in Oberschlesien
12. Landkreis Oppeln
13. Landkreis Ratibor
14. Landkreis Rosenberg
15. Landkreis Warthenau